# 17859 Ґалінарябова
17859 Ґалінарябова (17859 Galinaryabova) — астероїд головного поясу, відкритий 22 травня 1998 року.
Тіссеранів параметр щодо Юпітера — 3,204.